# Wereldkampioenschap voetbal 2010 groep C
De wedstrijden in Groep C van het Wereldkampioenschap voetbal 2010 werden gespeeld van 12 juni 2010 tot en met 23 juni 2010. De groep bestaat uit Engeland, Verenigde Staten, Slovenië, en Algerije.
In de laatste FIFA-wereldranglijst, staat Engeland op de 8e plaats , de Verenigde Staten op de 14de plaats, Slovenië op de 23ste plaats en Algerije op de 30ste plaats. Het groepsgemiddelde is de 19de plaats..
De winnaar van groep C, VS, speelt tegen de nummer 2 van Groep D, Ghana. De nummer 2 van groep C, Engeland, speelt tegen de winnaar van groep D, Duitsland.

## Eindstand
| Land             | Win | Gel | Ver | DV | DT | +/- | Pnt |
| ---------------- | --- | --- | --- | -- | -- | --- | --- |
| Verenigde Staten | 1   | 2   | 0   | 4  | 3  | 1   | 5   |
| Engeland         | 1   | 2   | 0   | 2  | 1  | 1   | 5   |
| Slovenië         | 1   | 1   | 1   | 3  | 3  | 0   | 4   |
| Algerije         | 0   | 1   | 2   | 0  | 2  | -2  | 1   |

|                    |            |                  |                  |                                                                                                  |
| 12 juni 2010 20:30 | Engeland   | 1 – 1            | Verenigde Staten | Royal Bafokeng Stadion, Rustenburg Toeschouwers: 38.646 Scheidsrechter: Carlos Simon ( Brazilië) |
| 12 juni 2010 20:30 | Gerrard 4' | Wedstrijdverslag | 40' Dempsey      | Royal Bafokeng Stadion, Rustenburg Toeschouwers: 38.646 Scheidsrechter: Carlos Simon ( Brazilië) |

|                    |          |                  |           |                                                                                                 |
| 13 juni 2010 13:30 | Algerije | 0 – 1            | Slovenië  | Peter Mokaba Stadion, Polokwane Toeschouwers: 30.325 Scheidsrechter: Carlos Batres ( Guatemala) |
| 13 juni 2010 13:30 |          | Wedstrijdverslag | 79' Koren | Peter Mokaba Stadion, Polokwane Toeschouwers: 30.325 Scheidsrechter: Carlos Batres ( Guatemala) |

|                    |                           |                  |                         |                                                                                      |
| 18 juni 2010 16:00 | Slovenië                  | 2 – 2            | Verenigde Staten        | Ellispark, Johannesburg Toeschouwers: 45.573 Scheidsrechter: Koman Coulibaly ( Mali) |
| 18 juni 2010 16:00 | Birsa 13' Ljubijankič 42' | Wedstrijdverslag | 48' Donovan 82' Bradley | Ellispark, Johannesburg Toeschouwers: 45.573 Scheidsrechter: Koman Coulibaly ( Mali) |

|                    |                  |       |          |                                                                                                |
| 18 juni 2010 20:30 | Engeland         | 0 – 0 | Algerije | Groenpuntstadion, Kaapstad Toeschouwers: 64.100 Scheidsrechter: Ravshan Irmatov ( Oezbekistan) |
| 18 juni 2010 20:30 | Wedstrijdverslag |       |          | Groenpuntstadion, Kaapstad Toeschouwers: 64.100 Scheidsrechter: Ravshan Irmatov ( Oezbekistan) |

|                    |          |                  |           | |
| 23 juni 2010 16:00 | Slovenië | 0 – 1            | Engeland  | Nelson Mandelabaai Stadion, Port Elizabeth Toeschouwers: 36.893 Scheidsrechter: Wolfgang Stark ( Duitsland) |
| 23 juni 2010 16:00 |          | Wedstrijdverslag | 23' Defoe | Nelson Mandelabaai Stadion, Port Elizabeth Toeschouwers: 36.893 Scheidsrechter: Wolfgang Stark ( Duitsland) |

|                    |                  |                  |          | |
| 23 juni 2010 16:00 | Verenigde Staten | 1 – 0            | Algerije | Loftus Versfeld Stadion, Pretoria Toeschouwers: 35.827 Scheidsrechter: Frank De Bleeckere ( België) |
| 23 juni 2010 16:00 | Donovan 90+1'    | Wedstrijdverslag |          | Loftus Versfeld Stadion, Pretoria Toeschouwers: 35.827 Scheidsrechter: Frank De Bleeckere ( België) |